# Homberg (Efze)
Homberg (Efze) är en stad i Schwalm-Eder-Kreis i det tyska förbundslandet Hessen. Orten, som för första gången nämns i ett dokument från år 1231, har cirka 15 000 invånare.
Homberg består, förutom huvudorten, av följande 20 Ortsteile:
| - Allmuthshausen mit dem Dorf Rückersfeld - Berge - Caßdorf - Dickershausen - Holzhausen - Hombergshausen mit der Siedlung Lengemannsau - Hülsa - Lembach - Lützelwig - Mardorf | - Mörshausen - Mühlhausen - Relbehausen - Rodemann - Roppershain - Sondheim - Steindorf - Waßmuthshausen - Welferode - Wernswig |